# لرد

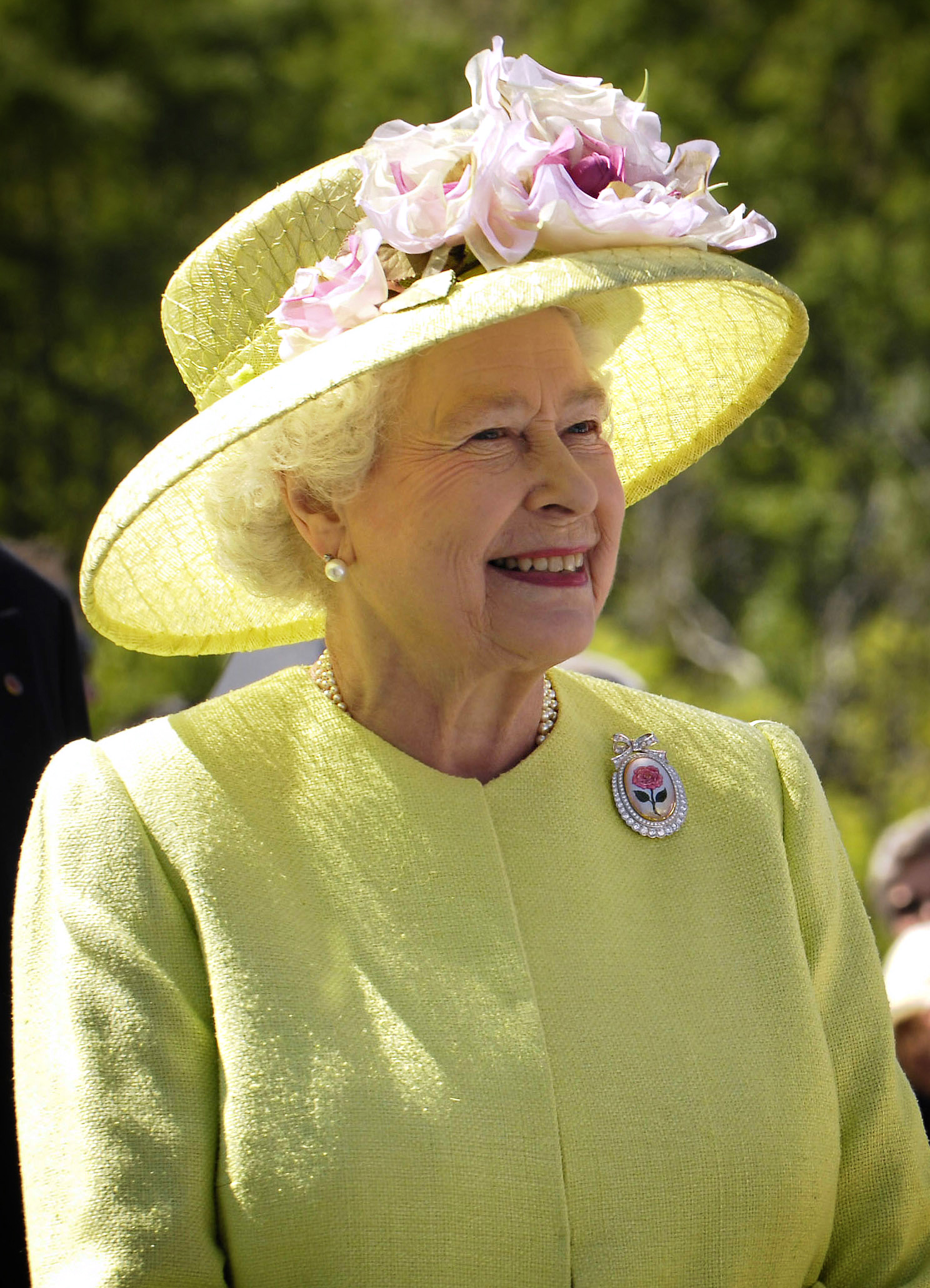
ملکه الیزابت دوم، لرد من

لُرد (به انگلیسی: Lord) اصطلاحی است که عموماً برای نجیب‌زاده‌ها در کشورهایی نظیر انگلستان به کار می‌رود. معمولاً لردها مرد هستند، اگر چه لردهای زن هم وجود داشته‌اند، چنان‌که در جزیره من، ملکه الیزابت دوم را با عنوان لرد من (به انگلیسی: Lord of Mann) خطاب می‌کردند.

## ریشه
کلمه لرد از واژه انگلیسی باستان hlāfweard به معنی نگهدارنده نان گرفته شده‌است. نگهدارنده نان عنوانی بود که به روسای قبایل ژرمنی گفته می‌شد که وظیفه داشتند تا برای اعضای قبیله خودشان غذا تهیه کنند.